# NeoRouter
NeoRouter — кроссплатформенное проприетарное клиент-серверное приложение для построения VPN-сетей.
NeoRouter может использоваться в качестве инструмента удалённого доступа, шифрованных виртуальных частных сетей, подключений P2P. Комплексного дополнения контроллера домена и корпоративного сетевого экрана.
NeoRouter имитирует подключение персонального компьютера, сервера и других устройств через коммутатор.
NeoRouter имеет многоязыковую поддержку интерфейса. Портативность запуска клиента NeoRouter с USB-накопителя без установки, что полезно, если Вы используете компьютер, на котором не имеете привилегий на установку нового ПО. Управление пользователями и контролем доступа. Подключение аддонов.
NeoRouter позиционируется как полностью самостоятельное и автономное решение.